# McLaren F1
McLaren F1 — суперкар з середнім розташуванням двигуна, колись найшвидший серійний автомобіль у світі (утримував цей статус з 1993 по 2005 роки), дозволений до використання на дорогах загального користування. Був спроектований і зроблений компанією McLaren Automotive, що є дочірнім підприємством британської McLaren Group, яка також володіє Водафон Макларен Мерседес — командою Формули 1.
Всього було випущено 107 машин, 65 з яких були вуличними варіантами (F1), 5 — LM, 3 — ексклюзивними (GT), 5 — прототипами (XP), 28 — гоночними версіями (GTR) і 1 — прототипом LM (XP LM) . Виробництво було розпочато в 1992 і завершено в 1998 році.

## Історія

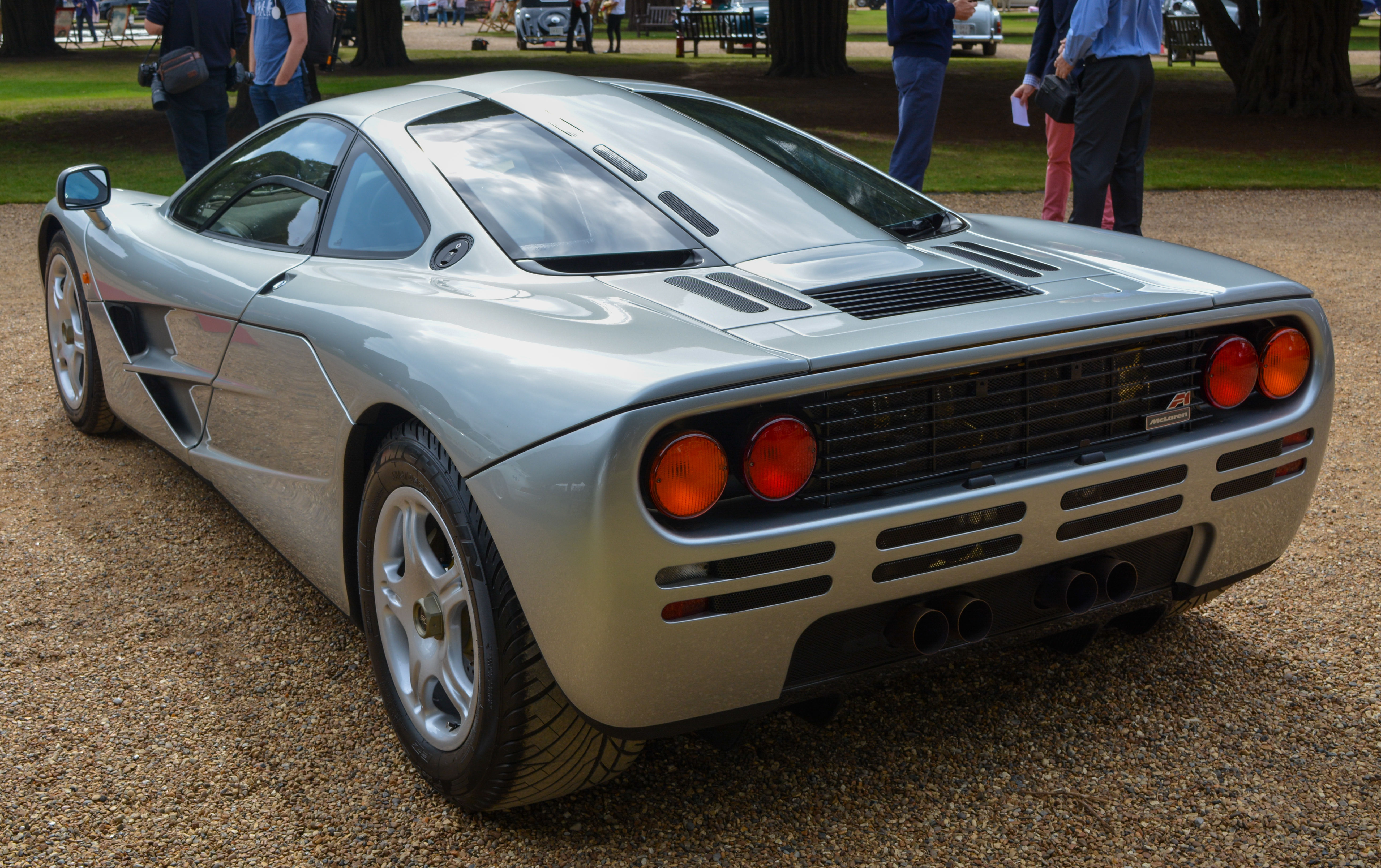

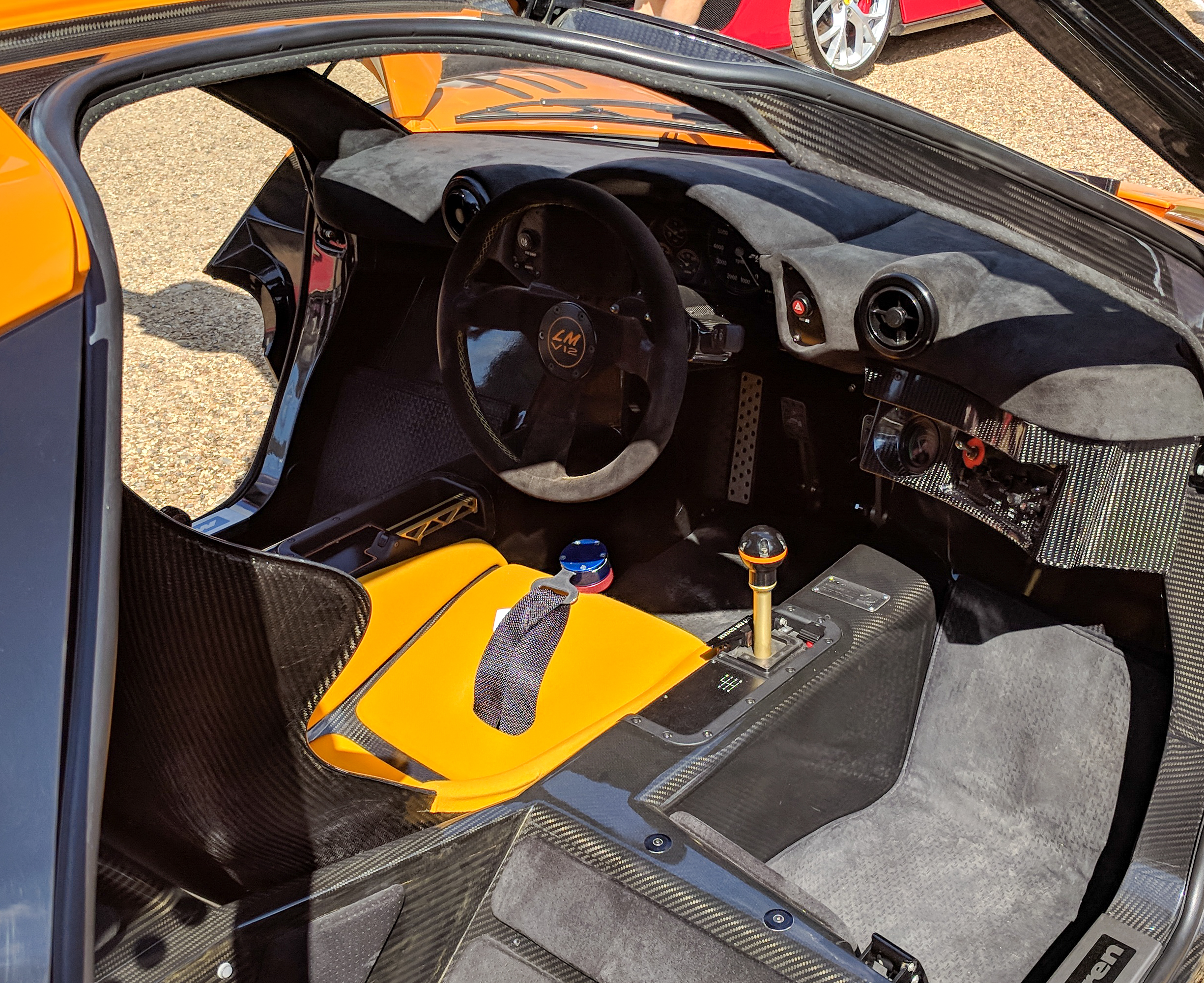

У McLaren ще в 60-х роках замислювалися про створення, крім гоночних болідів, спортивного автомобіля для доріг загального користування. Але тоді це не вдалося реалізувати через те, що в 1970 році загинув засновник марки — Брюс Макларен. Про задум згадали тільки наприкінці 80-х. У 1988 році Гордон Мюррей представив свою концепцію «суперавтомобіля» керівникові McLaren, Рону Деннісу, який був підкорений представленим проектом. Результатом переговорів стала створена у Великій Британії 17 березня 1989 дочірня компанія «McLaren Cars Limited» (McLaren Automotive), яка і повинна була безпосередньо займатися створенням майбутнього гіперкара. Технічним керівником проекту став Мюррей, до розробки дизайну майбутнього автомобіля McLaren вдалося залучити відомого фахівця в цій галузі — Пітера Стівенса, який вже мав досвід зі створення таких автомобілів як Lotus Elan та Jaguar XJR-15. Для розробки двигуна та іншої технічної «начинки» була обрана компанія BMW-Motorsport.
Робота над амбітним проектом почалася в березні 1990 року і тривала майже 11 місяців. У червні 1991 готові креслення нового автомобіля були представлені на суд McLaren Group. Випробування показали неабиякі результати.
Перший показ McLaren F1 пройшов на Гран-прі Монако 28 травня 1992. Це зайвий раз підкреслювало тісний зв'язок автомобіля зі світом професійних автогонок. Під час демонстрації суперкара були оголошені технічні характеристики і ціна в 1,2 мільйона доларів США. Зовнішній вигляд справив велике враження на спостерігачів: для того часу такий дизайн уособлював суперсучасний автомобіль. Цей автомобіль встановив світовий рекорд швидкості суперкарів розігнавшись до 386 км на годину, рекорд був зафіксований 31 березня 1998 року.

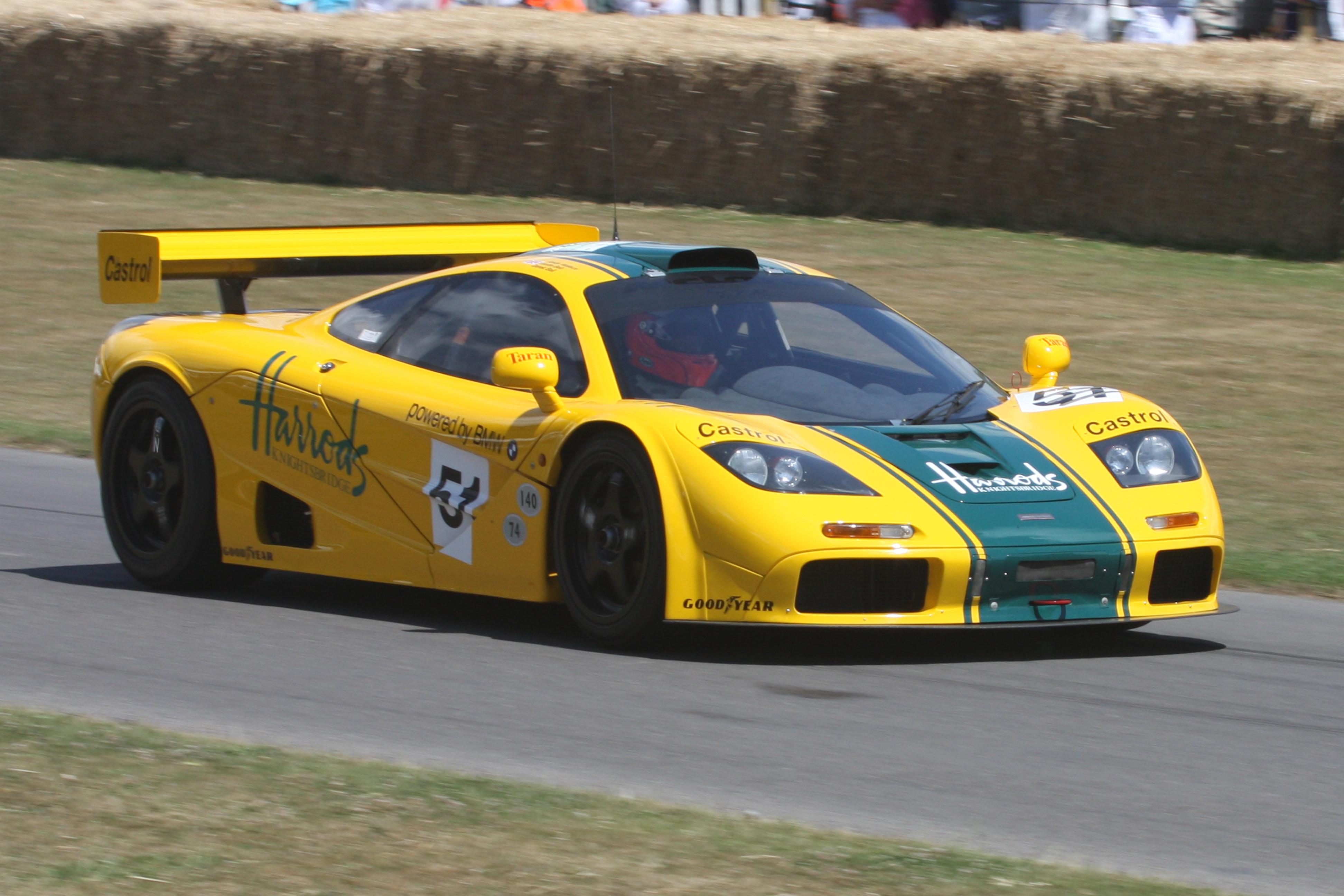
McLaren F1 GTR

У 1995 році Яннік Дальма, Юрки Ярвілехто і Масанорі Секійя з команди Kokusai Kaihatsu Racing стали переможцями легендарної гонки 24 години Ле-Мана, на автомобілі McLaren F1 GTR.

## Двигун

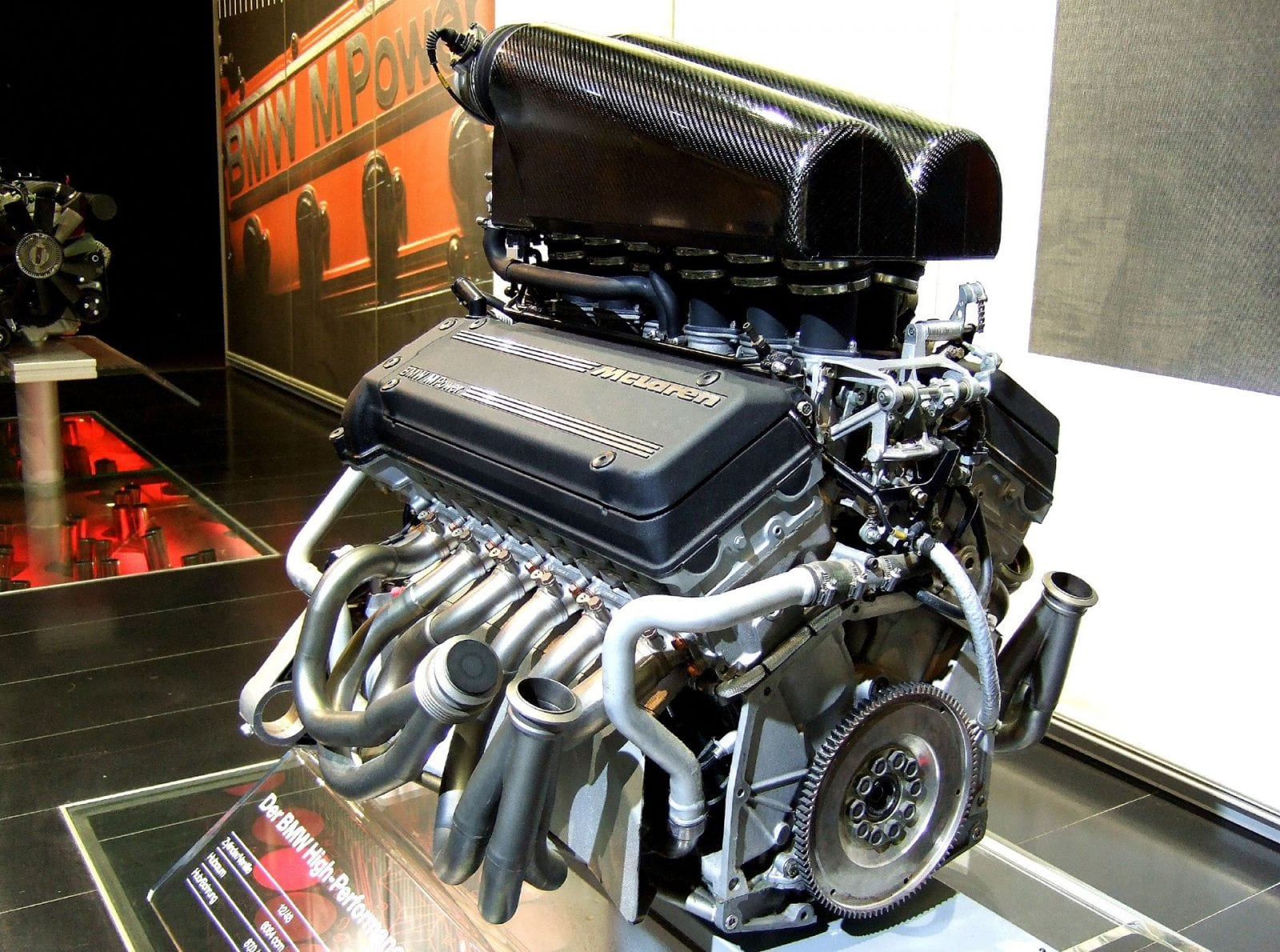
6.1 л BMW S70/2 V12

Для створення двигуна нового суперкара був взятий за основу серійний V12 від моделі BMW 750i (з кутом розвалу циліндрів 60°), а його доопрацюванням зайнялася дочірня компанія BMW AG під керівництвом Пауля Роше — BMW-Motorsport. В результаті, робочий об'єм мотора BMW S70/2 V12 був доведений до 6,1 л (6064 см³) при масі 266 кг, а потужність склала 627 к.с. при 7500 об/хв, максимальний крутний момент 651 Нм при 5600 об/хв. На кожні шість циліндрів встановлено окремий ланцюговий привід верхнього кулачкового вала, які приводять в дію чотири клапана на кожному циліндрі, кожен з яких забезпечений власним гідравлічним штовхачем. Мотор використовує внутрішню систему уприскування палива компанії TAG. Діаметр циліндра — 86 мм (3,38 дюймів), хід поршня — 87 мм (3,42 дюймів).

### Модифікації
- 6.1 л BMW S70/2 V12 627 к.с. при 7500 об/хв, 651 Нм при 5600 об/хв  (F1, F1 GTR та F1 GT (1995-1996))
- 6.1 л BMW S70/2 V12 668 к.с. при 7800 об/хв, 705 Нм при 5600 об/хв  (F1 LM)
- 6.0 л BMW S70/3 V12 635 к.с. при 8000 об/хв, 670 Нм при 5000 об/хв (F1 GTR (1997))

## Динамічні характеристики

### Прискорення
- 0-48 км/год (30 миль/год): 1,8 с
- 0-100 км/год (60 миль/год): 3,2 с
- 0-160 км/год (100 миль/год): 6,3 с
- 0-200 км/год (124 миль/год): 9,4 с
- 0-240 км/год (150 миль/год): 12,8 с
- 0-320 км/год (200 миль/год): 28 c
- 48 км/год (30 миль/год)-80 км/год (50 миль/год): 1,8 с, використовуючи 3-ю/4-у передачу
- 48 км/год (30 миль/год)-110 км/год (70 миль/год): 2,1 с, використовуючи 3-ю/4-у передачу
- 64 км/год (40 миль/год)-100 км/год (60 миль/год): 2,3 с, використовуючи 4-у/5-у передачу
- 80 км/год (50 миль/год)-110 км/год (70 миль/год): 2,8 с, використовуючи п'яту передачу
- 290 км/год (180 миль/год)-320 км/год (200 миль/год): 7,6 с, використовуючи шосту передачу
- 0-400 м: 11,1 c
- 0-1000 м: 19,6 c

### Максимальна швидкість
- З обмежувачем обертів: 372 км/год (231 миль/год)
- Без обмежувача обертів: 390 км/год (240 миль/год)

### Гальмування
- Стандартний McLaren F1 виконує гальмування за 2,8 секунди (100-0 км/год), проїжджаючи при цьому 39 м.

### «Змійка»
- Вправа «змійка» (автомобільний слалом) стандартний McLaren F1 може виконувати на швидкості 104 км/год.

## Виробництво
| Моделі | Дорожна версія | Прототип | Гоночна версія | Всього |
| ------ | -------------- | -------- | -------------- | ------ |
| F1     | 64             | 5        |                | 69     |
| F1 LM  | 5              | 1        |                | 6      |
| F1 GT  | 2              | 1        |                | 3      |
| F1 GTR |                |          | 28             | 28     |
| Всього | 71             | 7        | 28             | 106    |

## Цікаві факти
- Відсік двигуна разом з кришкою покриті чистим золотом, тому що золото — один з найкращих відбивачів тепла.
- Для автомобіля довелося виготовляти оригінальну коробку передач, бо всі існуючі не витримували подібні навантаження. Але навіть з нею у мотора ще залишається потенціал, який не можна розвинути без руйнування КПП.
- В одній із серій популярної передачі про автомобілі Top Gear, McLaren F1 змагається з Bugatti Veyron 16.4 в дрег-рейсінгу. У передачі показано, що Bugatti виявився швидшим, але як потім зізналися творці передачі, Bugatti зміг обігнати McLaren F1 лише з десятої спроби.